# J-WAVE LIFE INFORMATION
「J-WAVE LIFE INFORMATION」（ジェイ・ウェーブ・ライフ・インフォメーション）は、J-WAVEで放送されるニュースや天気などの生活情報のコーナーの総称。

## 概要
放送内ではこの総称を使うことはないが、かつてタイムテーブルにおいてこのように記載されていたため、この項目ではそれに準じて総称を用いる。土曜・日曜の16時台以降は各番組終了後の毎時55分に編成され、土曜の16時台 - 21時台および日曜の16時台 - 23時台は本枠の後毎時58分に『RECOMENTA』が放送される。
生放送番組内での放送の場合は、コーナージングルの前または後に当該番組のナビゲーター（DJ）による「この後はニュース」である旨のアナウンスが入ることが多い。生放送番組への組込でない場合（週末など）でスポンサーが付く場合は、福ノ上達也によるスポンサー紹介が入る。なお、2005年頃から平日ワイド番組内では「Headline News」の後に「Weather Information」がセットで放送されることが多い（「Weather Information」は単独の場合もある）。
これらの番組は、SOUND PLANET（2004年9月まではDIGITAL J-WAVE 505）を通じJ-WAVEの番組をネットしている一部コミュニティFM局でもそのまま放送されているが、J-WAVEは本来関東ローカル向けの放送なので、天気予報や交通情報はJ-WAVEの地上波のサービスエリアである首都圏のものしか放送されない。また、2023年3月末まで金曜 16:30 - 20:00のSTART LINEが北海道のJFL系列局であるFM NORTH WAVEでも放送されていたが、北海道向けの情報は含まれておらず、ノースウェーブ側でも差し替えを行わなかった。
スポンサーダイヤは原則月～木・金・土・日に分かれる。ただし、平日5日分出稿する会社もある。一方、土・日は終日同一スポンサーとなる傾向がある。

## 概要・放送時間
タイムスケジュールは2025年4月のタイムテーブルに基づく。
Headline News（ヘッドライン・ニュース）
約2分間のニュース。ドラムス演奏のOPと「Headline News, J-WAVE.」のサウンドロゴで開始し、シンセサイザーのサウンドに乗せてニュースが読まれる。ニュースは共同通信社配信のもの。「Headline」というだけあり、見出しと簡単な概要のみが紹介される（地震や台風などで甚大な被害が考えられる場合などはこの限りではない）。
以下のうち、5:30、12:00のニュースはGoogleアプリで聞くことができる。
|    | 月曜 - 木曜 | 金曜  | 土曜  | 日曜  |
| -- | ----------- | ----- | ----- | ----- |
| 5  | 5:30        |       |       |       |
| 6  |             | 6:35  |       | 6:52  |
| 7  | 7:30        | 7:10  | 7:00  |       |
| 8  | 8:51        | 8:07  |       |       |
| 9  |             |       | 9:42  |       |
| 10 | 10:00       | 10:00 |       |       |
| 11 |             |       | 11:47 | 11:20 |
| 12 | 12:00       | 12:00 |       |       |
| 13 |             |       | 13:22 |       |
| 14 |             |       |       | 14:58 |
| 15 | 15:00       | 15:00 | 15:56 |       |
| 16 | 16:42       |       |       |       |
| 17 |             |       |       | 17:55 |
| 18 |             | 18:00 |       |       |
| 19 | 19:01       |       | 19:55 |       |
| 20 |             |       |       |       |
| 21 |             | 21:11 | 21:55 | 21:55 |
| 22 | 22:56       |       |       |       |

Weather Information（ウェザー・インフォメーション）
約1分間の気象情報（天気予報）。当該時間帯担当のアナウンサーまたはウェザーニューズのキャスターによる（情報提供は原則としてウェザーニューズである）。
BGMは2004年4月以降、小曽根真TRIOの『Walking Together』（アルバム「OZ MEETS JAZZ 2」8曲目に収録）。嘗ては平日はデイビッド・ベノワ作曲の、土・日はチック・コリア作曲のオリジナル曲が使用されていた。
日曜6時台の天気は「南関東・房総方面」「箱根・多摩・秩父方面」「北関東・筑波・鹿沼・赤城方面」にわけ、関東地方の天気とお出かけワンポイントを紹介する。
|    | 月曜 - 木曜 | 金曜  | 土曜  | 日曜  |
| -- | ----------- | ----- | ----- | ----- |
| 6  | 6:40        | 6:37  | 6:35  | 6:25  |
| 7  | 7:32        | 7:12  | 7:02  | 7:25  |
| 8  |             |       | 8:28  |       |
| 9  | 9:27        | 9:20  |       | 9:12  |
| 10 |             |       | 10:42 |       |
| 11 |             |       |       |       |
| 12 | 12:02       | 12:02 | 12:46 | 12:57 |
| 13 |             |       |       |       |
| 14 |             |       |       |       |
| 15 | 15:02       | 15:02 |       |       |
| 16 |             |       | 16:55 |       |
| 17 | 17:32       | 17:27 |       |       |
| 18 |             |       |       | 18:56 |
| 19 |             |       |       |       |
| 20 |             |       | 20:55 | 20:55 |
| 21 |             | 21:11 |       |       |
| 22 | 22:56       |       | 22:57 |       |
| 23 |             |       |       | 23:55 |

Traffic Information（トラフィック・インフォメーション）
約1分間の交通情報。当該時間帯担当のアナウンサーまたはJARTICの担当者による（情報は全てJARTIC提供である）。
BGMは2004年4月以降、小曽根真TRIOの『Carnaval Pra Manha』（アルバム「OZ MEETS JAZZ 2」4曲目に収録）が使用されているが、「TOKIO HOT 100」のみ独自のBGMが放送される。Weather Informationと同様に2004年3月まではチック・コリア作曲のオリジナル曲を使用していた。なお、開局時のBGMを作曲したチック・コリアが2021年2月8日に死去したことを受けて、2021年2月15日から2月21日までは2004年3月まで使用していたBGMを使用した。なお、日本の放送局で交通情報にオリジナルのBGMを挿入して放送を行ったのはJ-WAVEが初である。
都内向け外国語放送局であるInterFMが開局するまでは、朝のTraffic Informationと朝、昼、夕方のWeather Informationにおいて日本語と英語による情報を放送していた。
|    | 月曜 - 木曜 | 金曜        | 土曜  | 日曜  |
| -- | ----------- | ----------- | ----- | ----- |
| 6  | 6:41        | 6:55        | 6:37  | 6:50  |
| 7  | 7:14 7:38   | 7:30 7:55   | 7:40  | 7:23  |
| 8  | 8:20        | 8:20        | 8:26  | 8:50  |
| 9  | 9:50        | 9:50        | 9:40  | 9:57  |
| 10 | 10:50       | 10:50       | 10:40 | 10:55 |
| 11 | 11:35       | 11:50       | 11:45 |       |
| 12 | 12:50       | 12:56       | 12:44 | 12:55 |
| 13 | 13:42       | 13:46       |       | 13:56 |
| 14 | 14:50       | 14:50       | 14:48 |       |
| 15 | 15:52       | 15:50       | 15:54 | 15:56 |
| 16 | 16:39       | 16:55       | 16:54 | 16:55 |
| 17 | 17:30 17:50 | 17:22 17:50 | 17:55 |       |
| 18 | 18:43       | 18:45       | 18:55 | 18:54 |
| 19 | 19:32       | 19:50       |       | 19:55 |
| 20 |             | 20:35       |       |       |

Sports Headlines（スポーツ・ヘッドライン）
約2分間のスポーツ情報。アナウンサーによる。
2020年4月 - 6月、新型コロナウイルスの影響で、スポーツイベントのほとんどが延期・中止に伴い休止。替わりにHeadline Newsが放送された。
【放送時間】
- （平日）なし
- （土曜）22:55
- （日曜）22:55

Breaking News（ブレイキング・ニュース / 臨時ニュース）
定時ニュース以外の時間に、国内外の情勢に大きく影響するような緊急のニュースが入ってきた場合や、災害情報など緊急を要する情報を伝える。これは日曜深夜の試験放送時間中にも実施されることがある。BGMは通常とは異なり、弦楽器の演奏によるBGMにのせて放送される。
Snowfall Information（スノーフォール・インフォメーション）
冬季のみ。関東甲信のスキー場の積雪量などの情報が放送される。
Access Information（アクセス・インフォメーション）
鉄道の運行状況に関する情報（事故による不通・遅延）。鉄道会社からの情報が発表された場合に随時。担当は割り込みのあった当該番組を受け持つナビゲーター。
2013年4月からは「TOKYO MORNING RADIO」・「JK RADIO TOKYO UNITED」で7時台に1回、Traffic Informationの後に、「ZAPPA」でも5:20のWeather Informationの後に定期的に放送している。
選挙情報
国政選挙が行われる際は、原則レギュラー番組を優先させるため報道特番は組まないが、20時台 - 23時台は毎時58分からの『MOMENT』を休止し、HEADLINE NEWS扱いで情勢を報じる。

## 祝日の放送について
月～金が祝日にあたる場合、J-WAVEでは『J-WAVE HOLIDAY SPECIAL』を基本的に9:00 - 17:55に放送するが、この該当時間帯では、LIFE INFORMATIONは変則的かつ回数も減少する。タイムテーブルに記載はないが、この場合、交通情報が2 - 3時間に1回程度。ニュース・天気予報は概ね12:00 / 15:00頃に放送される。ただし、JFL全局ネットを組んだ場合はニュースや天気の時間に合わせて各局差し替えができるように5分の枠を設ける。
番組終了後（17:55）に5分間枠を設けて、交通情報・ニュースと続けて放送し、その後次の番組へ移るが、18時以降にも特別番組が編成される場合、番組内では放送せず以下のような変則的な編成となっている。
- 20:55[9]（ニュース、天気予報）

ただし、通常番組を編成する場合は金曜 18:00のニュースを除き、ほぼタイムテーブル通りに放送される。なお、特別番組は22時台にも編成されることがあるが、その場合、22時台で放送されるニュース・天気予報は放送しない。
これらの場合、冒頭の概要で述べた通常のスポンサーダイヤでは放送不可能となるため、『J-WAVE TOKYO MORNING RADIO』『JK RADIO TOKYO UNITED（6〜8時台）』などの通常編成される中でノンスポンサーのINFORMATIONへ移動させるか、P・Tとして上記のINFORMATIONの後に流すなどの対応をとる。

## 担当アナウンサー
担当時間は各曜日・5時台 - 10時台、11時台 - 18時台、19時台 - 23時台の3つに区切られている。
現在
- 東海林克江（元・IBC岩手放送およびテレビ東京）
- 木次真紀（元・山陰放送）
- 福原奈見（元・NHK札幌放送局）
- 小池文美
- 黒塚まや（元・テレビ山梨他 / 一旦産休の後に復帰）
- 鹿内美沙（元・中京テレビ放送）
- 杉江奏子（元・テレビ信州 / 一旦降板の後に復帰）
- 笹岡樹里（元・四国放送ほか）
- 佐藤美樹（元・NHK前橋放送局およびとちぎテレビ）
- 片山侑紀（元・NHK函館放送局およびとちぎテレビ）

過去
- 上田泰子
- 上野千奈美
- 岡野由美子(元・NHK松江放送局)
- 佐古千春(元・北海道放送、担当期間1992年10月1日～2004年3月31日)
- 竹内将子(元・瀬戸内海放送)
- 多田記子(元・福井テレビ)
- 南部広美(元・日本短波放送)
- 旗本由紀子(元・山形放送)
- 八木田幸恵(元・テレビ金沢)
- 宮崎典子(元・エフエム東京)
- 藤巻万美子(元・エフエム東京、出演期間不明)
- 松岡みゆき(元・富山テレビ放送)
- 手島里華(元・ニッポン放送およびエフエム東京)

## 関連
- Updates（千葉・bayfmでの情報ゾーンの総称）